# جی‌ام‌سی
جی‌ام‌سی (به انگلیسی: GMC) شرکت آمریکایی تولیدکننده انواع کامیون، خودروهای ون، خودروهای نظامی و اس‌یووی است، که تولیدات خود را در آمریکای شمالی و خاورمیانه ارائه می‌نماید.
شرکت جی‌ام‌سی اکنون متعلق به جنرال موتورز می‌باشد. در سال ۲۰۰۷ دومین شرکت بزرگ زیرمجموعه جنرال موتورز از نظر شمار خودروهای تولیدشده پس از شورولت محسوب می‌شد.

## مدل‌های کنونی
- جی‌ام‌سی کنیون
- جی‌ام‌سی اکیدیا
- جی‌ام‌سی سیرا
- جی‌ام‌سی ساوانا
- جی‌ام‌سی ترین
- جی‌ام‌سی یوکان